# Nissaba Corona
La Nissaba Corona è una struttura geologica della superficie di Venere.